# Giacomo Tauro
Giacomo Tauro (Castellana Grotte, 5 ottobre 1873 – Castellana Grotte, 10 febbraio 1951) è stato un pedagogista italiano.

## Biografia
Figlio di Carlo e Maria Manuzzi-Carelli di Corneliano,, si laureò in giurisprudenza e filosofia e dal 1925 insegnò pedagogia e psicologia nell'Università di Cagliari e successivamente pedagogia nelle Università di Bologna e Roma.
Ispirandosi alla filosofia dell'evoluzionismo, Tauro si occupò di problemi relativi alla didattica nelle scuole elementari e magistrali. Si occupò anche di politica scolastica.
A lui è intitolata la Scuola Primaria di largo Caduti Castellanesi a Castellana-Grotte. Anche la biblioteca civica (35.000 volumi) prende il nome del pedagista che donò la sua ricca collezione di libri al comune di Castellana Grotte.

## Opere
Tra le opere di Tauro ci sono i saggi su Montaigne (pubblicato nel 1927 dalla Dante Alighieri di Milano), Pestalozzi, Rousseau; inoltre pubblicò: “Luigi Ferri” (1896, edito da E.Loesher, l'originale conservato alla Harvard University), “L’individuo e la specie” (1902), “Introduzione alla pedagogia generale” (Roma 1906), Problemi di pedagogia (1911), La preparazione degli insegnanti e lo studio della pedagogia (1919), “Aspetti e figure della pedagogia italiana contemporanea” (1925), “La pedagogia e la vita” (Milano 1930), Aspetti e fenomeni positivi e negativi dell'educazione (1945).